# ケア
ケア (care) は、広い意味では、世話や配慮、気配り、手入れ、メンテナンスなどをすることである。乳幼児の世話から愛玩動物の世話、衣服の管理、髪や肌の手入れまで、すべてをケアと呼ぶ。
社会学者上野千鶴子の定義は次の通り。
狭義では、看護、介護のことをいう。ただし、看護でのケアは正式には「看護ケア」と呼称する。

## 英語
英語の "care" には、弱者、患者、障害者の世話をして「あげる」といった強者からのサービスという含みがあり、アメリカの障害者福祉の領域では care を嫌って attendant service（）（付き添い）という表現を用いる場合があるほか、看護においても care giving（） や caring（） といった表現が使われる。日本では、外来語のケアという表現が適正か否かの議論は特にない。